# Братаниця (село)
Брата́ниця (болг. Братаница) — село в Пазарджицькій області Болгарії. Входить до складу общини Пазарджик.

## Населення
За даними перепису населення 2011 року у селі проживали 2093 особи.
Національний склад населення села:
| Національність   | Кількість осіб | Відсоток |
| ---------------- | -------------- | -------- |
| болгари          | 1149           | 73,8%    |
| цигани           | 381            | 24,5%    |
| не визначились   | 17             | 1,1%     |
| Всього відповіли | 1556           |          |

Розподіл населення за віком у 2011 році:
Динаміка населення: